# Atomosia panamensis
Atomosia panamensis là một loài ruồi trong họ Asilidae. Atomosia panamensis được Curran miêu tả năm 1930. Loài này phân bố ở vùng Tân nhiệt đới.